# Kimura bin
Kimura Bin (1931-2021) foi uma psiquiatra japonês contemporâneo especialista em esquizofrenia. Combinou uma abordagem fenomenológica ocidental da psiquiatria com conceitos japoneses tradicionais, em particular o de aida (あいだ? , literalmente "entre" ) .

## Biografia
Embora suas primeiras reflexões intelectuais tenham se dado no campo da teoria musical, Kimura tornou-se, aos vinte anos, o trigésimo sexto médico da família. Em seus estudos no campo da medicina, foi introduzido ao tema da esquizofrenia pelo psiquiatra japonês M. Murakami,  que apresentou-o ao trabalho teórico de figuras ocidentais como Minkowski, Binswanger, Janet e Kronfeld. Notando seu interesse, Murakami o convidou para participar de uma tradução da obra Schizophrenie de Binswanger. A intensa experiência com as ideias de Binswanger o fizeram optar pela carreira de psiquiatra. Nos anos seguintes, direcionou seus estudos à leitura da literatura da psiquiatria fenomenológica, com um intenso estudo Ser e Tempo de Martin Heidegger, bem como realizando leituras adicionais em teoria musical juntamente com um interesse nascente pelo Zen Budismo Japonês. Em sua vida profissional, foi professor de psiquiatria na cidade de Nagoya e, depois, em Kyoto. Durante seu treinamento médico, passou dois anos em uma clínica universitária de Munique, retornando à Alemanha posteriormente como professor visitante em Heidelberg (1969–1970). 
Ao longo de sua carreira, publicou diversos trabalhos no campo da psiquiatria fenomenológica, muitas vezes fazendo ligações entre fenomenologia e zen budismo. Kimura também traduziu para o japonês obras de vários psiquiatras e filósofos, como Heidegger, Binswanger, Frankl, Von Weizsäcker, Tellenbach, Blankenburg e Ellenberger. 
Embora Kimura tenha escrito sobre muitos aspectos da psiquiatria e da psicopatologia, seu trabalho sobre a esquizofrenia é sua contribuição mais notável, original e amplamente conhecida .